# Hirogawa
Hirogawa (広川町?) è una cittadina giapponese della prefettura di Wakayama.